# Таппаханнок
Таппаханнок (англ. Tappahannock) ― старейший город в округе Эссекс, штат Виргиния, США. Население города составляло 2375 человек по переписи 2010 года. Расположенный на реке Раппаханнок, он является центром графства Эссекс . Его название происходит от слова на алгонкинском языке lappihanne (город на подъеме). В 1608 году Джон Смит высадился в Таппаханноке и сражался с местным племенем Раппаханнок. Победив их, он позже заключил мир.

## История
В 1682 году местный житель Джейкоб Хоббс основал торговый пост в ныне исчезнувшем графстве Раппаханнок (в окрестностях современного Таппаханнока). Этот район стал известен как Хоббс-холл. Город состоял из 50 акров (20 га), разделенных на квадраты площадью в пол-акра. Порт был основан в Хоббс-Хоул и назывался Нью-Плимут, позже переименованный обратно в индейское название Таппаханнок. В рамках Закона об инспекции табака 1730 года в Хоббс-Хоул были созданы общественные склады для инспекции и экспорта табака.
Исторический район Таппаханнок и Сабин-Холл занесены в Национальный реестр исторических мест США.
24 февраля 2016 года город подвергся крупному торнадо EF3, причинившему ему огромный ущерб.

## Демография
По данным переписи населения 2000 года, в городе проживало 2068 человек. Плотность населения составляла 793,6 человека на квадратную милю (305,9/км2).  Расовый состав города составлял 54,60% белых, 41,60% афроамериканцев, 0,10% коренных американцев, 2,50% азиатов, 0,10% представителей других рас и 1,00% представителей двух или более рас. Испанцы и латиноамериканцы составляли 0,40% населения.

## Знаменитые уроженцы
- Крис Браун ― лауреат Грэмми, певец, актер и автор песен.
- Одри Лонг ― актриса.